# Giavera (torrente)
Il torrente Giavera è un fiume della provincia di Treviso.
Nasce da risorgive presso il paese omonimo (loc. Forame). Scorre nei pressi di Povegliano, Villorba e sfocia infine nel torrente Pegorile all'altezza di Fontane.
Il toponimo, anticamente Glaura, deriverebbe dal latino glaber, che indica una terra "nuda e liscia", in riferimento al carattere acquitrinoso delle zone attraversate.